# Moussa Touré
Pour les articles homonymes, voir Moussa Touré (homme politique) et Touré.
Moussa Touré né en 1958 à Dakar (Sénégal), est un technicien, écrivain, producteur, acteur, cinéaste et réalisateur sénégalais. Il est récompensé au Festival de Cannes pour son long métrage Toubab Bi.

## Biographie

### Enfance et débuts
Moussa nait en 1958 à Dakar (Sénégal),. Il commence sa carrière au cinéma en tant que technicien. Puis en 1987, il se tourne vers la réalisation avec un court métrage et fonde sa propre société de production appelée Les Films du Crocodile.

### Carrière
En 1991, Touré réalise son premier long métrage Toubab Bi. Le film a reçu les éloges de la critique et a été récompensé dans plusieurs festivals internationaux de films, y compris la section Un Certain Regard du Festival de Cannes . Après le succès du premier long métrage, il réalise son deuxième film TGV en 1998 avec le soutien de Makéna Diop et l'année suivante le film remporte le prix du public au 9e Festival international du film africain.
En 1996, il réalise un second rôle dans le film Les Caprices d'un Fleuve réalisé par Bernard Giraudeau . En 2005, il réalise un documentaire 5x5 qui remporte un accueil critique. En 2011, Touré a été nommé à la tête du jury du Festival panafricain du cinéma et de la télévision de Ouagadougou (FESPACO).
En 2012, il réalise son troisième long métrage La Pirogue,,, notamment un semi-documentaire. Le film a été filmé et monté avec l'efficacité d'un blockbuster hollywoodien.
En 2020, il co-écrit le film Red Dust qui est produit par la société luxembourgeoise a_BAHN et la maison de production de Touré basée à Dakar Les Films du Crocodile et sortira en 2022.

## Filmographie
| An           | Film                              | Rôle                              | Genre                 | Réf.  |
| ------------ | --------------------------------- | --------------------------------- | --------------------- | ----- |
| 1985         | Histoire oubliée, soldats noirs   | Technicien                        | Film                  |       |
| 1987         | Baram                             | Réalisateur                       | Court métrage         |       |
| 1991         | Toubab Bi                         | Réalisateur, scénario             | Film                  |       |
| 1992         | Les Tirailleurs sénégalais        | Réalisateur                       | Film                  |       |
| 1996         | Les Caprices d'un fleuve          | Acteur: Hannibal                  | Film                  |       |
| 1998         | TGV                               | Réalisateur, écrivain, producteur | Film                  |       |
| 2003         | Nous sommes nombreuses            | Réalisateur                       | Film                  |       |
| 2004         | Poussières de ville               | Réalisateur                       | Film                  |       |
| 2005         | 5x5                               | Réalisateur, écrivain             | Documentaire          |       |
| 2005         | Nanga def                         | Réalisateur                       | Film                  |       |
| 2005         | Nawaari                           | Réalisateur                       | Film                  |       |
| 2006         | Nosaltres                         | Réalisateur                       | Film                  |       |
| 2009         | Les Techniciens, nos cousins      | Réalisateur                       | Film                  |       |
| 2009         | Xali Beut les yeux grands ouverts | Réalisateur                       | Film                  |       |
| 2012         | La Pirogue                        | Réalisateur                       | Film                  |       |
| 2016         | Bois d 'Ébène                     | Réalisateur                       | Documentaire téléfilm | [ 7 ] |
| À déterminer | Poussière rouge                   | Réalisateur                       | Film                  | [ 3 ] |